# Кінґпін (Marvel Comics)
Кінґпін (англ. Kingpin), або Цабé (українська локалізація), справжнє ім'я Вілсон Ґрант Фіск (англ. Wilson Grant Fisk) — суперлиходій, який з'являється в американських коміксах, виданих Marvel Comics. Персонаж був створений Стеном Лі та Джоном Ромітою-старшим і вперше з'явився в The Amazing Spider-Man #50 (обкладинка датована липнем 1967 року). Ім'я «Кінґпін» є посиланням на титул лорда злочинів у сленгу мафії. Натомість «Цабе» в українському перекладі означає впливову, поважну особу.
Один з найнебезпечніших і могутніх вельмож злочинности у Всесвіті Marvel, зазвичай зображується як нью-йоркський злочинний бос, він був представлений як противник Людини-павука, але пізніше продовжував погрожувати іншим героям Marvel, ставши заклятим ворогом Шибайголови, а також постійний ворог його прийомної дочки Ехо, Соколиного Ока та Карателя. Традиційний одяг Кінґпіна складається з його фірмового білого піджака та тростини, хоча його зовнішність змінювалася з роками. У всіх ітераціях Кінґпін зображений з надзвичайно важким виглядом і лисиною. Незважаючи на поширену думку, персонаж не має ожиріння,а досить сильно мускулистий (як борець сумо) і грізний в рукопашному бою. Хоча це робить його небезпечним ворогом, з яким можна зіткнутися особисто, навіть для Людини-павука, його розмір регулярно висміювався.
Персонаж був значною мірою адаптований з коміксів у різні форми медіа, включаючи фільми, телесеріали та відеоігри. Він був зображений Джон Різ-Девіс в 1989 році фільму «Судовий процес по справі Неймовірного Галка», Майкл Кларк Дункан в 2003 фільмі «Шибайголова», і Дункан озвучує в 2003 році анімовані серії «Spider-Man: The New Animated Series» і Лієв Шрайбер в 2018 анімаційному фільмі «Людина-павук: Навколо всесвіту».
Вінсент Д'Онофріо зіграв Кінґпіна в Кіновсесвіті Marvel (КВМ) в проєктах Netflix «Шибайголова» і Marvel Studios «Соколине око». У 2009 році Кінґпін був визнаний IGN 10-м найбільшим лиходієм коміксів усіх часів.

## Історія публікації
Кінґпін вперше з’являється у фільмі The Amazing Spider-Man #50 (липень 1967 року) і був створений письменником Стеном Лі та художником Джоном Ромітою-старшим, які створили свій зовнішній вигляд на основі акторів Сідні Ґрінстріт та Роберта Міддлтона.
У своїй дебютній сюжетній арці в The Amazing Spider-Man № 50–52 Кінґпін зображений суто як кримінальний лорд, хоча й той, хто має тенденцію бути надзвичайно практичним у своїх злочинних справах. У своїх наступних виступах, також написаних Лі, він стає більш типовим суперлиходієм, який використовує фантастичні засоби, щоб розширити свої кримінальні капризи. На початку 1980-х років персонаж розвивався далі. Серія виступів у «Шибайголові» письменника/описувача Френка Міллера зобразила Кінґпіна як інтригантного, холоднокровного кримінального лорда, який постійно залишався поза зоною досяжності закону. Це залишалося домінуючою формою персонажа протягом десятиліть  оскільки Кінґпін став широко розглядатися як заклятий ворог Шибайголови. Він продовжує залишатися постійним противником Людини-павука, Шибайголови, Ехо, Соколиного Ока та Карателя.

## Біографія вигаданого персонажа
Вілсон Ґрант Фіск почав своє життя бідною дитиною в Нью-Йорку, над яким знущалися його однокласники через ожиріння. Фіск почав тренуватися у фізичній боротьбі, використовуючи свою новознайдену силу, щоб сформувати банду своїх колишніх мучителів, які тероризували навколишні квартали. Зрештою його виявив бос мафії Дон Ріголетто, який найняв його та його найкращого друга Майлза Моралеса як охоронців, і Фіск пройшов шлях до тих пір, поки не став правою рукою Ріґолетто. Потім він звернувся до свого наставника, усунувши його та взяв під контроль його людей та бізнес-інтереси, перш ніж розширити свою нову імперію, поки не став однією з наймогутніших фігур у злочинному світі Нью-Йорка, отримавши ім’я «Кінґпін».
Хоча Кінґпін довго перебував на своїй новій посаді, він також здобув ворогів у вигляді Маджії та терористичної групи Гідра. Ці дві групи об’єднали зусилля, щоб напасти на імперію Фіска, змусивши його втекти до Японії після втрати більшості своїх активів. Там він розпочав законний бізнес з експорту прянощів і використав прибутки, щоб повернутися до Нью-Йорка, організувавши своїх старих послідовників і розпочавши війну, щоб знищити Маджію. Утворений хаос дозволив Фіску легко відступити і повернути все, що він втратив.
Фіск спробував сформувати коаліцію злочинних сімей Нью-Йорка після того, як дізнався, що людина-павук зник, і наказав викрасти Дж. Джону Джеймсона, щоб замовкнути його репортажі про злочини Кінґпіна, але Людина-павук повернувся і зірвав його плани в що стало першим зіткненням Фіска з вебстропальцем.
Щоб уникнути суспільного контролю над своєю злочинною діяльністю, Фіск культивував себе як законного бізнесмена і добросердного філантропа, який робив пожертви на благодійні організації. Згодом він зустрів, а потім одружився з жінкою на ім'я Ванесса, від якої у нього народився син на ім'я Річард. Ванесса не знала, що її майбутній чоловік був злочинцем, коли вони одружилися. Коли вона нарешті дізналася, хто він насправді, вона погрожувала покинути його, якщо він не відмовиться від свого злочинного життя. Кінґпін відмовився від своєї злочинної імперії, переїхавши зі своєю сім'єю до Японії, щоб захистити їх від своїх ворогів. Проте з часом він виявився не в змозі пристосуватися до цивільного життя і знову став королем, цього разу з відома своєї дружини.
Річард не дізнався, що його батько був злочинцем, поки не вступив до коледжу. Після закінчення школи він сказав батькам, що збирається подорожувати Європою. Лише через кілька місяців вони отримали звістку про те, що їхній син загинув у аварії на лижах. Однак виявилося, що Річард ще живий; він повернувся до Нью-Йорка, використав костюм і маску, щоб замаскуватися під таємничого нового кримінального лорда, який називав себе «Шамер», і створив власну банду, щоб знищити імперію свого батька. Фіск знову вступив у конфлікт з Людиною-павуком, коли він намагався зупинити Шамера.
У якийсь момент він став менеджером і директором фрагмента Гідри в Лас-Вегасі, незважаючи на їх минулу опозицію його правлінню.
За вказівкою дружини Фіск пізніше остаточно позбувся своєї злочинної імперії. Він невдало спробував вбити Людину-павука ще раз, перш ніж піти з посади Кінґпін, поклявшись ніколи більше не повертатися до злочинности.

### 1980-ті роки
Щоб завершити своє реформування, Кінґпін погодився передати всі свої записи владі, щоб вони могли переслідувати його колишніх лейтенантів. Його дружину Ванессу згодом викрали чоловіки, яких він зрадив, які потім уклали контракт на його життя. Ставши свідком очевидної смерти Ванесси, Фіск повернувся до злочинного життя. Він швидко відновив контроль, скориставшись знаннями про слабкі сторони всіх злочинних організацій Нью-Йорка, і пообіцяв підтримувати стабільність на Східному узбережжі, щоб не допустити розширення злочинних авторитетів із Середнього Заходу на його територію. Кінґпін також здобув лояльність сумнозвісного вбивці Мішень, пообіцявши йому постійну роботу. Коли Шибайголова вкрав його записи, Кінґпін нічого не зробив, щоб зупинити його, плануючи заарештувати своїх старих союзників, щоб він міг вибрати більш відповідні заміни. Шибайголова зрозумів це вчасно, щоб не передати записи, зірвавши плани Кінґпін. Кінґпін змусив Шибайголову битися з Рукою, сподіваючись вбити його. Він таємно просував корумпованого кандидата в мери Рендольфа Черрі та найняв послуги Електри Натчіос. Шибайголова знайшов Ванессу живою, але хворою на амнезію, і використав її як важіль, щоб змусити Кінґпіна припинити підтримку Черрі. У відплату він послав Електру вбити Туманного Нельсона (друга Шибайголови), але Електра зазнала невдачі і була вбита Яблучком.
Кінґпін дізнався про таємну особу Шибайголови через інформацію, передану від Карен Пейдж, колишньої дівчини Шибайголови, яка тепер була актрисою порнографічного фільму, залежною від наркотиків. Кінґпін використав свій вплив, щоб зруйнувати цивільне та професійне життя Метта Мердока. Закоханий результатами своєї власної схеми, він ставав все більше одержимий знищенням спадщини Шибайголови. Це призвело до низки подій, які включали жорстокість шанованого кримінального репортера Бена Уріха, змусивши його співробітників Джеймса Веслі та Фелікса Меннінґу нападати на довіреної особи Шибайголови, брудного поліцейського Ніка Маноліса, і відправити Нюка до пекельної кухні. Буйство Нюка вбило десятки людей, і Кінґпін був причетний. Хоча він уникав ув’язнення, його репутація була зруйнована, а образ респектабельності, який він ретельно створював, був зруйнований.
Кінґпіна шукав Чорна кішка (яка в той час зустрічався з Людиною-павуком) і занепокоївся тим, що її відсутність здібностей зробить жінку обов’язком для нього. Тому він домовився про те, щоб науковці з його зарплати надали їй захисні сили «невезіння», які призводять до нещастя кожного, хто намагається завдати їй шкоди в бою, але також завдає шкоди і в кінцевому підсумку вбиває будь-кого, хто залишається поруч із нею занадто довго. Кінґпін сподівався, що це призведе до смерти Людини-павука, але Людина-павук і Чорна кішка врешті-решт розлучилися. Незабаром після цього на Фіска напав Людина-павук. Пізніше Фіск доручив своїм вченим створити суперлиходіїв Відповідь і Пляму  для боротьби з Людиною-павуком і Чорною кішкою, щоб вони не заважали далі його діям.

### 1990-ті роки
Пізніше Фіск знову наймає Яблучка, щоб він розглянув сторони, відповідальні за велику війну з наркотиками в Нью-Йорку, і виживає після спроби вбивства Кроссбоунса. У помсту він посилає Яблучко вбити Червоного Черепа (роботодавця Кроссбоунса). Спроба зазнає невдачі, і замість цього Кінґпін перемагає Червоного Черепа (у клоні тіла Капітана Америки) в особистому бою.
Згодом Фіск купує власну кабельну телевізійну станцію, співпрацюючи з багатим мільйонером з Техасу, яким, на думку Кінґпін, можна легко маніпулювати. Проте «мільйонер» насправді є шпигуном, підсадженим ГІДРОЮ. Дізнавшись про це від Ніка Ф’юрі, Шибайголова поширює серед нью-йоркських кримінальних угрупувань чутки про те, що Кінґпін став маріонеткою ГІДРИ, послаблюючи його авторитет і вплив. Оперативники Гідри крадуть більшу частину статків Кінґпіна, позбавляють його доходу, розбираючи його підприємства, і посилають вертоліт, щоб знищити його офіси в хмарочосах. Оскільки його імперія руйнується, Кінґпіна звинувачують за федеральними звинуваченнями, і Шибайголова обманом змусить його вчинити напад і побоювання, коли він намагається втекти через автовокзал Манхеттена. Вирваний суперником із в’язниці, Фіск нарешті зривається, коли дізнається, що його благодійник має намір використовувати його як «хлопчика-покупця». Він вбиває його і стає втікачем.
Фіск повертається до Японії, відновлює розум і зосереджується на відновленні своєї імперії під час боротьби з Людьми Ікс. Він повертається до Нью-Йорка і відновлює свою злочинну діяльність як Кінґпін.

### 2000-ті роки
Перебуваючи в Японії, Фіск маніпулює своєю прийомною дочкою Маєю Лопес (Ехо), щоб подумати, що Шибайголова вбив її біологічного батька (хоча Фіск насправді був відповідальним), щоб спровокувати смерть Шибайголови. Однак його план має негативні наслідки, коли Шибайголова переконує Майю в правді, а Лопес стріляє Кінґпіну в очі в помсту, роблячи його сліпим. Фіск зрештою втрачає свою злочинну імперію від Семюеля Сілке (одного із його співробітників, який працює з Річардом) у кривавій спробі вбивства, використовуючи новий статус Кінґпіна як сліпого, щоб згуртувати прихильників. Після цього Ванесса вбиває Річарда і тікає з країни з багатством Фіска, що залишилося, а Кінґпін одужує в неназваній східноєвропейській країні, розбитий і самотній. Йому зробили пересадку ока, яка відновила зір. Зрештою він протистоїть Сілке і смертельно розбиває голову чоловіка, майже вдається повернути свою імперію за допомогою волі, але зазнає поразки від Шибайголови (який оголошує себе новим Кінґпін). В результаті Фіск потрапляє у в’язницю.
Пізніше він вигадує схему звільнення та повернення свого багатства, надавши ФБР докази у вигляді неіснуючих «документів Мердока», що Мердок — Шибайголова. Нажив у в’язниці стільки ворогів, Фіск постійно піддається нападам Руки, ГІДРИ та будь-якої кількості злочинних організацій, з якими він мав справу. Уряду США важко позбутися цього дорогого, небезпечного, юридично чистого злочинця, і Фіску вдається маніпулювати ФБР, щоб важко поранити Шибайголову та надати їм зразок ДНК Шибайголови. Він каже Бену Уріху передати федеральному уряду місце розташування Нічної медсестри, єдиного медика для поранених супергероїв, або потрапити до в’язниці.
Кінґпіну нарешті вдається заарештувати Метта Мердока, але ФБР зраджує його в останню хвилину і також заарештовує, поміщаючи його в ту саму в’язницю, що й Мердок, в надії, що вони вб’ють один одного; натомість два вороги об’єднуються, щоб пережити тюремний бунт, спрямований проти них. Нарешті Мердок жертвує угодою, відмовляючись дозволити Булсаю (який також був ув’язнений) залишити в’язницю, як планував Кінґпін. Бій закінчується пострілом Кінґпіна в упор у коліно з Яблучка, призначеного для Мердока, а Мердок втікає; Виявляється, що вмираюча Ванесса маніпулювала подіями, щоб спробувати вбити їх обох, оплакуючи смерть сина.
Фіск з’являється у випуску «Громадянська війна: Військові злочини» 2006 року, в якому він пропонує інформацію про базу Опору Капітана Америки Залізній Людині, лідеру сил, що виступають за реєстрацію, в обмін на пом’якшене покарання. Але оскільки його статус у в’язниці знаходиться під загрозою за співпрацю із Залізною Людиною, він зраджує Залізної Людини. Потім він вражає близьких Людини-павука після того, як Залізна Людина переконав Пітера Паркера публічно показати себе як засіб демонстрації підтримки Закону про реєстрацію надлюдей. Це призводить до того, що Мей Паркер отримує тяжке поранення в результаті спроби снайпера вбити Людину-павука. Простеживши подію до Кінґпіна, Людина-павук протистоїть Кінґпіну у в’язниці і сильно б’є його на очах у його товаришів по ув’язненню. Людина-павук вирішує залишити Кінґпіна жити з приниженням його поразки, звістка про яку швидко пошириться підземним світом. Однак Паркер клянеться вбити Кінґпіна, якщо Мей помре.
Мердок повертається до Сполучених Штатів з очищеним ім'ям і виконує останнє бажання Ванесси і береться за справу Фіска, знявши всі звинувачення в обмін на те, що Фіск залишить країну, відмовиться від свого американського громадянства і погодиться припинити помсту з Шибайголовою. Хоча звинувачення були зняті через те, що докази були визнані в суді неприйнятними, Мердок затягує справу достатньо, щоб Фіск не міг бути присутнім на похороні своєї дружини. Пізніше скорботний Фіск відвідує могилу своєї дружини, а потім тимчасово повертається до Нью-Йорка, щоб вирішити деякі проблеми. У сюжетній лінії 2007–2008 років у серіалі «Втікачі» Фіск зустрічається з Втікачами, показуючи, що він знав все про їхніх батьків з тих пір, як вони керували Лос-Анджелесом ефективно та далекоглядно; він ніколи не намагався захопити їх територію, і вони не вторглися на його. Він укладає угоду з Втікачами, щоб забезпечити собі таємничий об’єкт в обмін на захист з боку уряду. Він і його армія ніндзя зазнають поразки, коли Втікачі відмовляються віддати його йому після крадіжки предмета, виявляючи, що Фіск хотів пристрій, винайдений Прайдом. Пізніше з’ясовується, що Фіска найняла літня жінка Ліллі МакГерті, яка організувала події, щоб Втікачі могли повернутися в 1907 рік і гарантувати, що жінка повернеться разом з ними в сьогодення, від чого вона відмовилася в минулому.

### 2010-ті роки
Під час сюжетної лінії «Країна тіней» 2010 року Кінґпін наближається до Залізного Кулака та Люка Кейджа, говорячи їм, що незабаром їм потрібно буде знищити Шибайголову. Пізніше Кінґпін і Леді Яблучко виконують ритуал, який повертає Примарного вершника, щоб атакувати Руку. Після того, як Шибайголова вигнано з Країни Тінь, Король бере під свою владу і Країну Тінь, і Руку, офіційно повертаючи своє місце злочинного лорда Нью-Йорка.
Під час сюжетної лінії «Великий час» 2010–2011 років Кінґпін наймає нового Хобгобліна, щоб вкрасти експериментальний вібраніум з Horizon Labs. Під час сюжетної лінії «Острів павуків» 2011 року з’ясовується, що Фіск набув павучих здібностей, що продемонстровано підвищеними рефлексами та здатністю повзати по стінах. Як і всі інші жителі Нью-Йорка, він втратив ці повноваження, коли ситуація була вирішена.

#### Marvel NOW!
У рамках Marvel NOW 2012 року! Ініціатива Кінґпін чує про те, як Отто Октавіус як Вищий Людина-павук використовує жорстокі методи, щоб знищити місцеві злочинні сім’ї, що залишило б порожнечу. На криївку Кінґпін's Shadowland атакує Вищий Людина-павук, на що Кінґпін стверджує, що Вищий Людина-павук значно відрізняється від ворога, з яким він воював. Під час втечі Кінґпін вбиває свого двійника Смедлі Корнфельда (який був найнятий для подібних подій), щоб обдурити Вищого Людину-павука. Після втрати влади над Нью-Йорком Фіск відкрив магазин у Сан-Франциско з наміром відновити там свою імперію. Але захисник Плащаниці діяв першим, взяв під контроль місцеві банди і викрав Сову, яка також переїхала до Сан-Франциско. Він перетворив Оулслі в суперкомп'ютер, здатний контролювати всі сигнали Wi-Fi, щоб знайти його колишню дівчину Джулію Карпентер. За цей час Шибайголова підтвердив свою таємну особу, цього разу позитивно підійшовши до цього, і переїхав до Сан-Франциско, щоб займатися адвокатською діяльністю та продовжити свою кар'єру супергероя. Фіск почав робити кроки проти обох своїх ворогів, найнявши вбивцю Ікарі, щоб він викрадав Фоггі та нову дівчину Метта, Кірстен Макдаффі, і змусивши своїх людей шукати Джулію, щоб мати важелі впливу на Плащаницю. Однак Плащаниця і Шибайголова зіткнулися, коли він і Джубуа Прайд, дочка Сови, спробували звільнити Оулслі. Потім The Shroud оприлюднила всю приватну інформацію про клієнтів адвокатської практики Daredevil. Шибайголова пішов до Фіска і запропонував йому угоду, він використає свої ресурси, щоб виправити свою ситуацію і запевнити Фоггі та Кірстен у безпеці, а в обмін Метт Мердок імітує його смерть і отримає нову особу, яку знає лише Фіск, повернувши Кінґпіну силу знищити Шибайголову, яку він втратив, коли вийшов на публіку. Однак Фіск пішов за своїм початковим планом, і Ікарі викрав Нельсона та Кірстен. Тим часом Плащаниця, Гордість і Шибайголова розбилися, коли намагалися дістати Джулію в аеропорту, дозволивши головорізам Кінґпіна взяти її. Фіск представив своїх заручників, коли Шибайголова зіткнувся з ним і змусив його битися з Ікарі на смерть, і Фіск вбив одного з них, якщо Шибайголова переможе. Бійка вивела їх на вулиці, де Плащаниця врятувала Шибайголову та вбила Ікарі. Імпровізувавши, Шибайголова взяв костюм Ікарі і заявив, що вбив героя, в той час як Плащаниця змусила Сова висвітлити всі операції Фіска в обмін на його свободу. Поки Кінґпін і Шибайголова билися, федерали штурмували його будівлю. Сміливець збив Кінґпін, коли той намагався втекти, і врятував заручників, залишивши його в банкрутстві.
Під час «2015 Секретних війн» сюжетної лінії, хозява Кінґпін оглядового партії для набігу між Землею-616 і Землею-1610, де його гості включають Поглинач, яблучко, Норман Осборна, Sandman і Scorpion. Святкування переривається прибуттям Карателя, який показує, що, оскільки він не може взяти їх із собою, він повинен десь покласти свій великий запас куль; Потім Каратель вбиває їх усіх, перш ніж вони воскреснуть у відновленому Всесвіті. Коли Пурпурні діти придбали машину, розроблену їхнім батьком для посилення його здібностей, після того, як Шибайголова врятував їх від натовпу, вони використали машину, щоб стерти знання світу про особу Метта Мердока, як Шибайголову, включаючи Кінґпіна.

#### Абсолютно новий, зовсім інший Marvel
У рамках виставки «All-New, All-Different Marvel» 2015 року Вілсон Фіск представляв Fisk Industries, коли він був присутній на зустрічі в Universal Bank з Тіберіусом Стоуном з Alchemax, Себастьяном Шоу з Shaw Industries, Дарреном Кроссом з Cross Technological Enterprises, Зіком. Стейн з Стане International, Сінген Харада з Яшіда Corporation, Frr'dox з Ші'ар Solutions Consolidated і Вільгельміна Кенсінгтоні в Килгор Arms, де вони обговорювали з Даріо Аггер про плани його і Роксон Energy Corporation, щоб експлуатувати десять Realms Асгарда. Вілсон Фіск також побачив прибуття Exterminatrix з Фонду Мідаса, яка нокаутувала Даріо і оголосила себе новим членом їхньої асамблеї. Під час сюжетної лінії «Громадянська війна Другої» 2016 року Кінґпін повертається із Сан-Франциско, де він потрапляє в бійку з Бушвакером, яка закінчується очевидною смертю Бушвакера. Після цього він дізнається від бариста на ім’я Арманд, що його дівчина Соня зникла безвісти. Кінґпін і Турк Барретт відстежують її до контрабандного бізнесу, на який працюють Ман Маунтін Марко та колишній шанувальник Кінґпіна Янус Джардіш. Кінґпін вирішує не вбивати Януса, коли дізнається, що він нещодавно з'явився Нелюдиною, чиї здібності роблять його невиявленим здібностями Улісса Каїна. Щоб перевірити цю здатність, Кінґпін змушує Януса вбити охоронця, якого Янус нокаутував, виявивши контрабандний бізнес.
У рамках серіалу 2016 року «Чуди зараз!» у рамках сюжетної лінії «Dead No More: The Clone Conspiracy» Шакал відправляє Носорога до Кінґпіна, щоб отримати його на свій бік. Він навіть попросив Rhino принести версію Ванесси, щоб переконати Кінґпіна погодитися з угодою. Кінґпін ламає шию клону своєї дружини, заявляючи: «Це не моя дружина. Це гидота». Потім Носоріг бореться з Кінґпіном, навіть коли з’являється Людина-павук. Після бою, в якому Носорог вдається, Шакал не задоволений тим, що Кінґпін відхилив пропозицію. Кінґпін знає, що це підхід, і має кращий план використання Людини-павука, щоб позбутися Шакала. Після того, як Людина-Павук і Жінка-Павук із Землі-65 дізнаються від співробітників New U Technologies, що трапилося з Кейн і Анною-Марією Марконі, Кінґпін з'являється і розкриває, що йде по сліду Шакала з моменту зустрічі з його дружиною. Він дає Людині-павуку папку, що містить місце зустрічі, на якій буде Шакал, щоб Людина-павук міг помститися. Людина-павук б'є більшість прихильників Кінґпіна в ресторані в китайському кварталі. Кінґпін каже Людині-павуку, що він готовий повернути свій борг, і дає Людині-павуку флешку, на якій є місцезнаходження Нормана Осборна. Під час сюжетної лінії «Таємна імперія» 2017 року Кінґпін знаходиться серед людей, які потрапили в пастку Манхеттена, закритого Darkforce. Коли деякі озброєні грабіжники здійснюють набіг на церкву за медичними засобами, Кінґпін рятує людей всередині від озброєних грабіжників. Кінґпін каже людям представити, що вони повинні дати людям зрозуміти, що він врятував їх, коли криза закінчиться. Пізніше він рятує Доктора Стренджа, Жінку-павука і Бена Уріха від Старшого Бога Плуорга, протаранивши його своїм лімузином, і пропонує свою допомогу героям. Пройшовши через переповнене монстрами метро, Кінґпін відводить героїв до відьми, щоб отримати зброю, щоб повернути Санктум Санкторум, хоча Доктор Стрендж сперечається про побічні ефекти чорної магії. Потім Кінґпін одержимий демоном у масці і нападає на героїв, поки Бен, перетворений на містичного лицаря, не зупиняє його, і вони приходять до перемир'я. Пізніше вони допомагають Доктору Стренджу перемогти Барона Мордо, якого Гідра поклала керувати Нью-Йорком Верховним Капітаном Америкою, і повернути Санкторуму.

#### Мер Нью-Йорка
Після поразки ГІДРИ Вілсон Фіск може використати наступні вибори, щоб висунути себе як кандидата в останню хвилину на посаду мера Нью-Йорка, уникаючи того, щоб його кримінальне минуле було втягнуто в проблему, просто ігноруючи питання про це, за допомогою той факт, що його ніколи ні в чому законно не звинувачували. Оскільки його основна політика полягає в тому, щоб оголосити всіх пильників злочинцями, і, незважаючи на недавні спроби Шибайголови створити прецедент для супергероїв, які свідчать під своєю таємною особою у Вашингтоні, він може заарештувати Шибайголову в рамках операції ФБР, висміюючи його стару. Немезида, знаючи, що люди, яких він захищає, вибрали Фіска, щоб «захистити» їх, що спонукало Шибайголову розбити вікно та вискочити з офісу Фіска, щоб розпочати власні зусилля, щоб зруйнувати імперію Фіска. Тоді Метт Мердок претендував на посаду заступника мера. Хоча Шибайголова врешті-решт намагається організувати «операцію», під час якої він та його товариші-герої з вуличного рівня знімуть зустріч мера Фіска з різними босами банд, мер Фіск використовує цей план проти них і згодом використовує можливість заарештувати всіх союзників Шибайголови. намагаючись спровокувати Шибайголову напасти на нього. Хоча меру Фіску також вдається заарештувати Шибайголову, згодом на нього нападає Рука і залишає його в критичному стані з різними поправками, внесеними до конституції Нью-Йорка попередніми адміністраціями, що дають Метту Мердоку контроль над містом  втік з полону, завдяки нападу Руки на поліцейський фургон, де його утримували, Фіска у критичному стані та нікому не бажаючого оскаржувати правову ситуацію. Поки Метт Мердок використовував свої навички Шибайголови та виконуючого обов’язки мера, щоб убезпечити місто з вуличними супергероями, які відбиваються від Руки, Фіск одужав. Мердок повернув Фіску посаду мера, де Фіск повинен був пообіцяти більше не робити хрестових походів проти пильників.
Пізніше мер Вілсон Фіск усиновлює ще одну доньку на ім’я Принцеса Фіск, яку він ненадовго відправляє в PS 20 Anna Silver, ту саму початкову школу, що й Лунелла «Місячна дівчинка» Лафайєт.
Пізніше мер Вілсон Фіск з'являється як член Power Elite. Коли Капітана Америки називають підозрюваним у вбивстві Тандерболта Росса, він сперечається з Шерон Картер про невинність Капітана Америки.
Пізніше мер Вілсон Фіск зустрівся з Кіндредом (Гаррі Осборн). Цей демон вбиває соратників Фіска, використовуючи надприродні здібності, і змушує його відступити від Пітера Паркера, виявивши, що він володіє душею Ванесси Фіск.
Оперативники мера Вілсона Фіска звільняють Electro (Френсін Фрай), щоб вона могла бути частиною жіночої версії Sinister Syndicate. Коли утворюється зловісний синдикат, мер Фіск дає їм першу місію — захопити Бумеранга, який щось у нього вкрав. Коли Sinister Syndicate ловить Бумеранга, Жук зв’язується з мером Фіск, оскільки їй надають інформацію про те, де має відбутися обмін. Оскільки Sinister Syndicate планує відкласти засідання на ніч, вони чують, як мер Фіск заявляє, що вони приховують злочинця і мають здатися йому Бумеранга або постраждати від Нью-Йорка. Синдикат помічає поліцію, спецназ, анти-супер загін і бюрократів низького рівня. Людина-павук також приходить і намагається змусити мера Фіска змусити владу відмовитися лише для того, щоб мер Фіск заявив, що Людина-павук став жертвою гіпнотичного бумеранга Бумеранга. Electro стверджує, що Людина-павук купує їм деякий час. Прочитавши папір в руці Бумеранга, який належав меру Фіску, Жук каже Синдикату, що вони повинні відпустити Бумеранга. Хоча Жук стверджував, що вона їх зрадила, вона зробила це, тому що вона суперлиходій і заявляє, що планує, щоб мер Фіск заступив їх. Решта Синдикату не дотримуються цього плану. Потім Синдикат допомагає Людині-павуку протистояти силам мера Фіска. Жук змушує Людину-павука евакуювати Бумеранга, а Синдикат бореться з силами мера Фіска, але не вбиває їх. Синдикат розгромлений і заарештований поліцією.
Мер Вілсон Фіск возз'єднався зі своїм Майлзом Моралесом, який став Ультиматумом. Він був у захваті від того, що знову побачив Ультиматум, вибачаючи, що не знайшов того, що шукав на Землі-1610. Мер Фіск і Майлз разом починають свій наступний план, виступаючи проти версії Моралеса-павука з альтернативної реальності.

### 2020-ті роки
Під час арки «Останні залишки» Норман Осборн зустрічається з мером Вілсоном Фіском та його людьми, коли вони працюють над планом утилізації Кіндреда за те, що він зробив з ними. Норман Осборн інформує мера Вілсона Фіска, що Мері Джейн Вотсон зв'язалася з Kindred. Після того, як Норман в ролі Зеленого Гобліна розбив протистояння і кинув гарбузову бомбу поблизу Мері Джейн, він дав меру Фіску сигнал активувати пастку, через яку гробницю поглинає темрява. Виявилося, що вони зробили це, заручившись допомогою Spot, який керував проектом Blank, натхненним Куполом Darkforce, який колись оточував Манхеттен. Коли Кіндред був замкнений у спеціальній камері в Рейвенкрофті, Норман Осборн заявив Людині-павуку, що врятував його від мера Вілсона Фіска. У Рейвенкрофті мер Вілсон Фіск розмовляє з Кіндредом про їхню зустріч у паризьких катакомбах. З’являється один із лейтенантів містера Негативу і повідомляє йому, що внутрішні демони допоможуть йому отримати більше, ніж Таблиця життя та долі. Пізніше Містер Негатив зустрічається з мером Вілсоном Фіском і повідомляє йому, що їм знадобиться сестринський аналог Скрижалі Життя та Долі під назвою Скрижаля Смерті та Ентропії. Оскільки містер Негатив володіє предметом, він заявляє меру Фіску, що їхню бажану функцію можна використовувати лише тоді, коли обидва предмети разом. Мер Фіск дозволяє містеру Негативу контролювати Чайнатаун і Нижній Іст-Сайд. Крім того, щоб залучити Містера Негативного до крадіжки Таблички життя та долі у Людини-павука та Бумеранга, мер Фіск також залучився до послуг злочинних лордів Блек Марайя, Криміналіста, Даймондбека, Молота, Мадам Маска, Сови, Сильвергрива та Надгробна плита, щоб отримати Скрижаль життя та долі, де перший злочинний лорд, який її отримає, здобуде прихильність мера Фіска.
Під час сюжетної лінії «Король у чорному» один із планів Залізної людини по боротьбі з вторгненням Кнулла полягає в тому, щоб переконати мера Вілсона Фіска залучити лиходіїв, щоб допомогти захистити Нью-Йорк і боротися з армією симбіотів Кнулла. Це призводить до того, що мер Фіск відвідує бар без імені, де запитує, хто хотів би заробити гроші. Кінґпін об’єднує своє втілення Громовержців із Надзвичайником, Містером Страхом, Батроком Стрибком, Зіркою, Носорогом, Ампером і Змієголовом. Коли лиходій Запальний відмовив йому, мер Фіск застрелив його, щоб попередити всіх, хто не прийме його пропозицію. Він дає їм завдання — відвезти Стар до Рейвенкрофта, щоб зустрітися з єдиною людиною, яка може допомогти перемогти Кнулла.
Після того, як Майк Мердок (магічно створений кримінальний брат-близнюк Метта Мердока) використовує камінь Норн, щоб закріпити себе в реальності, змінивши історію світу, він ненавмисно робить так, що мер Фіск має позашлюбного сина (разом із його законним сином Річардом) від Стелли. Фарріс назвав Байрона «Бутч» Фаррісом.
Трохи пізніше, перед сюжетною лінією «Правлення диявола», Фіск виявляє речові докази, які підтверджують, що він колись знав справжню особу Шибайголови, помічаючи прогалини у власній пам’яті після факту. Обурений мер Фіск протистоїть Шибайголові, який знущається з нього. Таким чином, мер Фіск призначає Бутча новим королем Нью-Йорка, забороняє пильність у місті і оголошує про свій намір балотуватися на пост президента Сполучених Штатів. За підтримки сенатора Артура Крейна з Друзів людства та інших людей, Фіск також створює підрозділи Thunderbolt, щоб допомогти поліції Нью-Йорка боротися з надлюдською пильністю. Він навіть відвідує Пурпурного Людина у в’язниці і душить його до смерті.

## Навички, вміння та обладнання
Хоча Кінґпін не володіє надлюдськими здібностями, він неймовірно сильний і значно витриваліший, ніж звичайна людина, володіючи надзвичайною силою, що приховується за його надзвичайно повною зовнішністю. Більша частина його тіла — це насправді м’язи, які були створені до надзвичайного розміру, як у суперважкого сумоборця або деяких олімпійських важкоатлетів і пауерліфтерів, але більшого рівня сили. Було показано, що він досить сильний, щоб кидати великих людей через кімнату  і залишати відбитки на бетонних стінах після удару. Незважаючи на свої розміри, Кінґпін є майстром багатьох форм збройних і беззбройних боїв, особливо боротьби сумо. Його фірмовий хід — ведмежі обійми. Його вміння настільки великі, що одного разу він боровся з Капітаном Америкою до зупинки в рукопашному бою. Його щоденне тренування зазвичай складається з одночасного подолання п’яти або більше навчених майстрів єдиноборств голими руками  і він зберігає свої цінності в спеціально виготовленому сейфі, який не має замка, лише двері, які настільки важкі, що тільки сам Кінґпін досить міцний, щоб відкрити його.
Під одягом він зазвичай носить кевларову броню. Інколи Фіск носить з собою «тростину-облітератор», палицю, яка приховує лазерну зброю, яка може випарувати пістолет або голову людини на близькій відстані. Зазвичай він носить декоративну діамантову шпильку, яка приховує стиснений снодійний газ, який ефективний, якщо розпорошити його в обличчя жертви. Завдяки своєму багатству та інтелектуальній проникливості Кінґпін міг використовувати набагато більш досконалу атрибутику, але він вважає за краще використовувати такі речі лише в крайньому випадку. Оскільки Фіск став менш ворогом Людини-павука і більше Шибайголовою, його зображували більше як натуралістичного мафіозо, ніж як кримінального натхненника коміксів, і менше залежав від наукової фантастики, як зброї.
Хоча державні та федеральні органи влади знають про Кінґпіна, їм так і не вдалося довести його причетність до багатьох злочинів, і хоча Фіска час від часу ув’язнювали або брали під слідство, його величезні юридичні ресурси та знання закону завжди захищали його від будь-яких серйозних наслідків. Члени уряду працювали з ним, коли це було необхідно (навіть описуючи його як «диявола»), наприклад, коли їм потрібна була його допомога, щоб позбутися офісної будівлі на Манхеттені, яку Beyonder перетворив на золото.
Кінґпін інтелектуально грізний, майстер-тактик і висококваліфікований планувальник і організатор. Він здобув самоосвіту до рівня університетської аспірантури в галузі політології, надзвичайно кваліфікований і обізнаний в організації та управлінні як незаконними, так і легальними бізнес-операціями, що дозволяє йому знову і знову перехитрити та пережити своїх ворогів. Сила волі Кінґпіна настільки велика, що він може протистояти навіть контролю над розумом Пурпурової Людини.

## Інші версії

### Марвел 1602
У всесвіті Marvel 1602 Вілсон Фіск — пірат і капітан HMS Vanessa, відомий як King's Pin, який нападає на корабель, забираючи Пітера Паркера та сера Нормана Осборна назад до Англії. Однак, хоча в результаті атаки Осборн був поранений, він і команда можуть захопити Ванессу, коли Пітер відбиває гарматні ядра корабля, використовуючи свою павутину, щоб відкинути їх назад. Фіска кидають у море, щоб потонути, коли Осборн прямо протистоїть йому, відкидаючи відчайдушну «пропозицію» Фіск пояснити, як він отримав своє ім’я.
У сюжетній лінії «Епохи Апокаліпсису» Вілсон Фіск відомий як Дирижабль, багатий бізнесмен, який придбав шлях до Мародерів, людської терористичної групи, яка служить Апокаліпсису, яка компенсує їхню відсутність мутантів за допомогою технологій, які дозволяють їм літати та випускати вибухові вибухи. Очевидно, що Дирижабль є лідером групи, оскільки видно, що він віддає накази трьом своїм товаришам по команді. Разом із Редом (Норман Осборн), Совою та Аркадом він нападає на табори біженців у Ваканді. Однак Дирижабль вбиває Ґвен Стейсі.

### Старий Лоґан
У сюжетній лінії «Старий Лоґан» 2008–2009 років були різні версії Кінґпіна, які з’являлися в можливому майбутньому, в якому Сполучені Штати були розділені між різними суперлиходіями:
- Перший з них — це неназваний афроамериканець, якого описують як «людину з народу», який пробив собі шлях до вершини, отримавши контроль над західними штатами та вбив колишнього господаря домену Магнето, який став занадто старим, щоб воювати. назад. Він перейменував колишню територію Магнето в Королівство Кінґпін. Hawkeye дочки з Ешлі Barton працює як "Spider-Bitch" і проти Кінґпін зі своїми союзниками, які діяли, як Шибайголова і Каратель до шкворня не було останні два схоплений і мали їх годували на м'ясоїдних динозаврів. Зрештою Кінґпіна обезголовили, а його територію захопила Ешлі, яка помстилася за смерть Шибайголови та Карателя. Тоді Бартон негайно намагається вбити її батька та Логана. [82]
- Бартон повертається як новий король у фільмах Spider-Verse (2014–2015), Spider-Geddon (2018), Old Man Hawkeye (2018) та Old Man Quill (2019).[83][84][85]

### Будинок М
Альтернативна версія Вілсона Фіска з'являється в сюжетній лінії House of M як бандит, який контролює всі злочини в людських кварталах Нью-Йорка. Кінґпін співпрацює з владою Мутантів, виступаючи інформатором про Люка Кейджа і його банду Месників, в обмін на офіційний захист його територій.

### Зомбі Marvel
- Кінґпін з'являється в Marvel Zombies vs. Армія Темряви №2 зі своїми підлеглими, які бажають працювати з Карателем, щоб спробувати врятувати людство від нападу зомбі. Натомість Каратель вбиває групу.[87]
- Він з'являється в Marvel Zombies 3 як лідер орди зомбі, яка планує вторгнутися на Землю-616. Він тримає свою дружину в приховуванні, задовольняючи свій голод (і голод інших інфікованих персонажів), клонуючи неінфікованих людей як джерело їжі, Ванесса зазначає, що його сила волі в контролі голоду є причиною того, що він став лідером залишаються зомбі, навіть якщо інші мають надздібності.[88] Зрештою, він з’їдає її, коли його план зазнає поразки.[89]
- Альтернативна версія Кінґпіна з'являється в Marvel Zombies Return, де він викликає Зловісну Шістку, щоб вкрасти священну табличку з коледжу, де навчається Пітер Паркер. Але коли зомбований Людина-павук переноситься в їхній світ, він вбиває та пожирає п’ятьох учасників. Розлючений Кінґпін вирішує протистояти Людині-павуку, але Людина-павук швидко відправляє його та пожирає, залишаючи своїх людей бігти, рятуючи життя.[90]

### Каратель Макс
Кінґпін з'являється в сюжетній арці у версії MAX Карателя, починаючи з Карателя Макса №1, з Яблучко як його основним поплічником. Як і звичайна версія, він неймовірно сильний, здатний стискати чиюсь голову, поки не вискочить очі. Він дуже грізний рукопашний боєць, хитрий і абсолютно безжальний. Ця версія Фіска також одружений з Ванессою і має сина Річарда, який зображений у юному віці. Після смерті Річарда Фіск і Ванесса розлучаються, і обидва беруть вбивцю Електру Натчіос в якості коханця і партнера, плануючи змову проти іншого.

### Каратель вбиває всесвіт Marvel
У одноразовому випуску Punisher Kills the Marvel Universe Каратель переслідує Кінґпін після того, як Microchip використовує свої навички злому, щоб знищити імперію Кінґпін. Кінґпін повідомляє Карателю, що він підтримав кампанію останнього, щоб вбити всіх надпотужних істот, і придбав арсенал зброї для використання Карателем. Коли Каратель намагається застрелити Кінґпін з M16, Кінґпін хапає гвинтівку і знищує її голими руками. Каратель відповідає, стріляючи з двох пістолетів Desert Eagle у Кінґпін, що лише обурює його. Каратель вбиває Кінґпіна, стріляючи йому в горло, і його тіло падає на вершину Касла, де його знаходять і заарештовують співробітники поліції Нью-Йорка. Благодійник Карателя вириває його з в'язниці, після чого Касл виявляє, що він убив Кінґпіна, щоб придбати його високотехнологічну зброю, зокрема голографічний скремблер, який Касл використовує, щоб замаскувати гелікоптер під фантастичний автомобіль Фантастичної четвірки, тому він може проникнути в Латверію, щоб убити Доктора Дума.

### MC2
В альтернативному майбутньому, зображеному в коміксах MC2, Фіску нарешті вдалося вбити Шибайголову, хоча він зробив помилку, зрадивши Кейна. Кейн спробував відродити Шибайголову за допомогою чаклунства, але в підсумку зв'язав його з демоном Заратосом і Рейлі Тайном (сином Бена Рейлі, Багряного Павука), створивши супергероя Темного Диявола. Коли починається війна між бандами, Фіска вбивають бомбою, перебуваючи у в’язниці. Помираючи, він бачить свою дружину та сина, які показують нерозкаяному злочинцю його темне минуле. Два духи кажуть йому, що він зможе вийти на «світло», лише якщо відмовиться від свого злочинного минулого. Залишається неоднозначним щодо того, що він вирішив.

### Людина-павук: Правління
Фіск з'являється у вегетативному стані в першій частині «Людина-павук: Правління».

### А якщо
- Фіск з'являвся в різних історіях «Що, якщо»:
  - У «Що якби Каратель убив Сміливку»?, Каратель вистежує Кінґпіна, який підкупив новообраного мера Нью-Йорка, щоб він працював на нього. Оскільки Каратель використав останні патрони, щоб убити Людину-павука (як його альтер-его Пітер Паркер), поранений Каратель атакує Кінґпіна з ножем, тільки щоб Кінґпін вибив ніж з його руки і вбив його, розчавивши горло Карателю голими руками. Однак у Касла був запасний план: він залишив бомбу біля офісу Кінґпіна, яка вибухнула, вбивши Кінґпіна та мера.[98]
  - У «Що якби Веном опанував карателем»?, симбіот Венома володів Френком Кастлом, який використовував сили Венома для вбивства злочинців, що мало побічний ефект у злиття їхніх особистостей. Кінґпін найняв Надгробку як вбивцю, але Каратель вистежив його і легко вбив Могила голими руками. Коли Каратель зіткнувся з Кінґпін, він виявив Шибайголову та Тифозну Мері, які захищали його. Незважаючи на всі свої зусилля, щоб відбити Карателя, симбіот Веном використовував вусики, щоб огорнути і задушити Кінґпін до смерті.[99]
  - У «Що якби Карен Пейдж жила»? де Булсай не вбив Карен Пейдж як частину остаточної схеми Містеріо, страх втратити Карен змусив Шибайголову напасти на Кінґпіна за його роль у схемі, побив його до смерті.[100]

### Остаточна Марвел
- Версія Кінґпіна Ultimate Marvel — голова корпоративної злочинності в Нью-Йорку, безжальний вбивця і сумно відомий тим, що давав хабара, щоб уникнути будь-якого судового переслідування. Його поплічники включають The Enforcers, а пізніше Electro,[101] і Elektra.[102] З ним конкурують товариш кримінальний лорд Хаммерхед [103] і короткочасно містер Біг.[104] У першій сюжетній лінії, в якій він з’являється, Кінґпін розкриває Людину-павука [105] а пізніше багато разів кепкує, знаючи таємну особу свого ворога.[106] Він також купує ліцензійні права на франшизу про Людину-павука, по суті володіючи подобою Людини-павука, під час його битви з аркою Лицарів. [107] У кінцевому підсумку його вбиває Містеріо, який вириває його з вікна його будівлі після Ультиматуму.[108]
  - Дід Фіска з'являється в Ultimate Origins, намагаючись пограбувати будинок з Ніком Ф'юрі та Джеймсом Говлеттом (Росомаха) під час Другої світової війни.[109]

### Марвел Нуар
- У всесвіті Marvel Noir Вілсон Фіск постає як кримінальний лорд.[110]

### «Спайдер-верс»
- Під час сюжетної лінії «Всесвіт-павук» Вілсон Фіск допомагав Містеріо та його помічниці Еллі в змові, щоб отримати кров Людини-павука.[111]

### Павук-Ґвен
- У серіалі Spider-Gwen, який відбувається на альтернативній Землі-65, Кінґпіна, здається, обслуговує його адвокат Метт Мердок. Кінґпін і Метт Мердок посилають найманця Олексія Сіцевича вбити Джорджа Стейсі.[112] Це було зроблено як помста, оскільки Фіск зараз ув’язнений в одиночній камері завдяки зусиллям капітана Стейсі;[113]
  - Пізніше з’ясувалося, що Метт Мердок (на прізвисько Мердердок) був справжнім королем, а Вілсон Фіск виступав у ролі його підлогу.

### Таємні війни
- Під час сюжетної лінії Secret Wars 2015 року існують різні версії Кінґпін, які знаходяться в різних доменах Battleworld:
  - У домені Battleworld в Технополісі Кінґпін — могутній кримінальний лорд, який перебуває в союзі з Арно Старком. Як і всі інші в Технополісі, він носить броню, щоб захистити його від вірусу, що переноситься повітрям, який переслідував Технополіс. Він відправив своїх людей захопити Людину-павука.[114] Кінґпін тяжко поранений унаслідок нападу великого маршала Джеймса Роудса.[115]
  - У домені Battleworld в Долині Думу версія Вільсона Фіска на Дикому Заході є корумпованим мером Таймлі.[116]
  - У домені Battleworld у зоні війни, де сюжет Громадянської війни 2006 року офіційно не закінчувався, Фіск вбиває Доктора Восьминога і прищеплює собі руки, але руки у відповідь вбивають його електричним струмом, що призводить до смерті мозку. Пізніше Фіска вбиває Клінт Бартон.[117]

### Павук-Ґеддон
Під час сюжетної лінії Spider-Geddon версія невідомої реальності Вілсон Фіск є головою Kingliner і таємно організував авіакатастрофу в Дикій землі, у якій загинули Річард і Мері Паркер. Через роки Фіск і його союзник Ка-Зар Мисливець виловлюють динозаврів, коли влаштували пастку, залишену для них Дикою Людиною-Павуком. Хоча Фіск впізнав Дику людину-павука як Пітера Паркера, підтвердивши підозру, що хтось із літака вижив, він виявив своїх солдатів, які ховалися неподалік. Саме тоді з’явилися гігантські павуки, які виховали Дику людину-павука, де вони напали на солдатів Фіска та на літак, на якому перебуває Фіск.

### Кросовери з DC Comics
- У кросовері Batman &amp; Spider-Man: New Age Dawning Кінґпін змушений співпрацювати з Ра'сом аль Гулом у плані, який знищив Нью-Йорк, в обмін на ліки від раку Ванесси. Як виявилося, Ра дав Ванессі її рак, щоб змусити Кінґпіна допомогти йому, але Кінґпін насправді уклав союз з Бетменом і Людиною-павуком, щоб врятувати місто. Ра намагався помститися, відмовивши Фіску в ліках від раку Ванесси, але Талія аль Гул, дочка Ра, надала ліки сама, визнавши у Ванессі споріднену душу, оскільки вони обоє любили чоловіків, яких суспільство вважало монстрами.
- У кросовері Batman/Daredevil: King of New York Кінґпін майже втрачає всю свою злочинну імперію через Опудало, який намагається розібрати її лише як відволікання, щоб він міг поширити свій токсин страху по всьому Нью-Йорку. У цій книзі показано, що Кінґпін є грізним фізичним матчем з Бетменом.
- Кінґпін має невелику роль у Marvel vs. DC, коли він купує Daily Planet, звільняючи Перрі Уайта і замінюючи його Дж. Джоною Джеймсоном. Він також знущається над робітниками, особливо Лоїс Лейн, яка погрожує викрити його як Кінґпін. Зрештою, він стикається зі своїм розлюченим посохом, але зазнає поразки, коли Людина-павук і Суперхлопець прибувають, перш ніж він зможе завдати значної шкоди.
- Персонаж коміксів Amalgam Comics Велике питання (Enigma Fisk) — це комбінація Загадувача коміксів DC і Кінґпін. Він з'являється в кросовер-коміксі Marvel/DC Comics Вбивці №1 (квітень 1996 року).

## В інших медіа

### Телебачення
- Кінґпін з'явився в мультсеріалі «Людина-павук» 1967 року, озвученому Томом Харві. В епізоді «Король закріплений» його поплічники викрадають Дж. Джону Джеймсона, коли газети починають викривати його фальшивий медичний бізнес за допомогою його шпигуна Фредеріка Фосвелла. Однак Людина-павук рятує Джеймсона, а Кінґпін втікає.[119] В епізоді «Великий промивач мізків» Кінґпін відкриває клуб, у якому Мері Джейн Вотсон фотографує міських чиновників за допомогою камери, яка гіпнотизує їх, щоб вони заходили в кімнату, де Кінґпін може промити їм мізки. Людина-павук зриває цю змову, і Кінґпін і його поплічники передаються поліції.[120]
- Кінґпін з'явився в епізоді мультсеріалу «Жінка-павук» «The Кінґпін Strikes Again». Розгніваний нещодавньою статтею про нього в журналі Justice Magazine, Кінґпін краде експериментальний промінь-невидимість і прагне помститися його редакторові Джесіці Дрю, але замість цього вирішив шантажувати її після того, як побачив, як вона переодяглася в костюм жінки-павука.
- Кінґпін з'явився в мультсеріалі «Людина-павук» 1981 року, озвученому Стенлі Джонсом. В епізоді «Гнів підводного моряка» Кінґпін закликає перемир'я зі Срібногривою, Молотоголовим і Цезарем Цицероном, коли вчений Кінґпіна доктор Еверетт розробляє рідину, яка може розчиняти метал. В епізоді «Повернення Кінґпіна» поплічник Кінґпіна Хел Хантер налаштовує Людину-павука на пограбування.
- Кінґпін з'явився в епізоді мультсеріалу «Людина-павук і його дивовижні друзі» «Пішки короля», озвученого Уокером Едмістоном.[121]
- Кінґпін з'являється в «Людина-павук: анімаційний серіал», озвучений Роско Лі Брауном.[122] Ця версія діє як багатий підприємець на публічних заходах і народився Вілсоном Моріарті. У молодому віці Вілсон побачив, як його батько грабує банк, і приєднався до його банди. Однак, коли батько кинув його після невдалої роботи, а Вілсон відмовився назвати його ім’я в суді, його засудили до в’язниці, де він розвивав свої навички, перш ніж побудувати власну злочинну імперію, перейменувавши себе на «Фіск», стерши судимість, встановивши прихований кримінальний штаб у Крайслер-Білдінг і мститься своєму літньому батькові. Ставши визнаним кримінальним босом, Кінґпін вступає в регулярні конфлікти з Людиною-павуком і робить кілька спроб усунути його, наприклад, створює Підступну шістку та завербує інших для підтримки його порядку, як-от Хобгоблін, Пляма, Алістер Смайт і Герберт Лендон.
- Кінґпін з'являється в епізоді «Людина-павук: новий анімаційний серіал» «Королівська афера», озвучений Майклом Кларк Дунканом, повторюючи свою роль з фільму «Шибайголова» 2003 року. [123] Ця версія є афроамериканцем і володіє червоною тростиною, всипаною діамантами, здатною стріляти лазером.

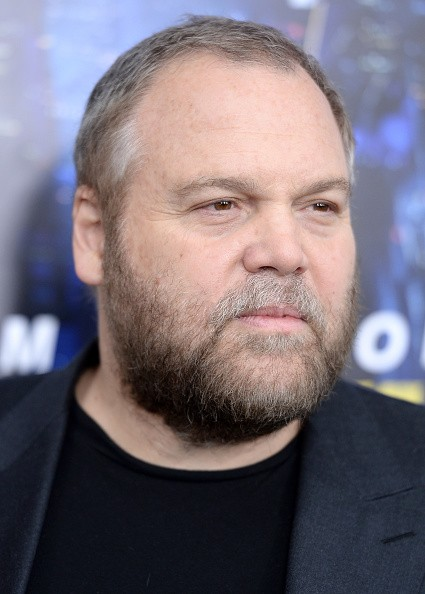
Вінсент Д'Онофріо в ролі Вілсона Фіска в серіалі Marvel Cinematic Universe Шибайголова та Соколине око

- Вілсон Фіск з'являється в телесеріалі в прямому ефірі, дія якого відбувається в кінематографічному всесвіті Marvel (MCU), якого зображують Вінсент Д'Онофріо як дорослий і Коул Дженсен як дитина.[124][125]
  - Вперше з’явившись у серіалі Netflix Шибайголова, ця версія змушує його злочинну сім’ю захопити Пекельну кухню, зберігаючи при цьому презентабельний імідж для публіки. Однак, на відміну від його традиційних зображень, йому спочатку не вистачає впевненості в собі, емоційно нестабільний і спочатку не приймає прізвисько Кінґпін. Основна тема його історії в першому сезоні — його нові стосунки з Ванессою Маріаною та можлива пропозиція від неї, в той час як він і його права рука Джеймс Уеслі мають стосунки зі злочинцями, політиками та корумпованими поліцейськими. Зрештою, Фіска законно затримують після того, як Метт Мердок допомагає ФБР заарештувати його соратників. Потім Фіска б'є Мердок у бою як Шибайголова, а потім його заарештовує Бретт Махоні й ув'язнює на острові Райкера. У другому сезоні Фіск використовує Френка Касла як пішака, щоб знищити конкуруючих гангстерів, які намагаються узурпувати його владу, використовуючи адвоката мафії Бенджаміна Донована як свого нового консильєра. Коли Фіск нападає і погрожує Мердоку, останній намагається дати відсіч, під час чого перший згадує, що отримав подібну шкоду від Шибайголови. Підозрівши, Фіск перевіряє файли Мердока та плани знищити юридичну фірму Мердока як помсту. У третьому сезоні Фіск звільняється з в'язниці після того, як став кримінальним інформатором ФБР, плануючи відновити своє становище в злочинному світі під виглядом забезпечення повернення Ванесси в країну з імунітетом. За допомогою фіксатора Фелікса Меннінга він маніпулює своїми деталями захисту ФБР, включаючи психічно нестабільного Декса Пойндекстера, і використовує його, щоб представити Шибайголову громадськості як злочинця та вбити колегу Пойндекстера Рея Надіма. Крім того, Фіск виявляє, що Мердок — Шибайголова, і домовляється про його вбивство ФБР. Однак Пойндекстер розуміє, що Фіск маніпулював ним, і справжні наміри останнього розкриваються. Фіск бореться з Мердоком і Пойндекстером, під час якого він ламає спину останньому, перш ніж перший перемагає його. Фіск намагається спонукати Мердока вбити його, погрожуючи розкрити його особу, але Мердок відмовляється і погрожує викрити Ванессу за її роль у вбивстві Надіма, перш ніж залишити Фіска на арешт.[126]
  - У серіалі Disney+ Гокай показано, що Кінґпін зв’язався з Елеонорою Бішоп, покійний чоловік якої Дерек заборговав йому гроші до битви за Нью-Йорк, відновивши свою злочинну імперію під час блиму. Однак, коли Елеонора намагається розірвати їхнє партнерство, Фіск намагається вбити її, але її дочка Кейт перешкоджає йому. Йому вдається уникнути арешту поліції, але він стикається з його сурогатною племінницею Маєю Лопез, яка дізналася, що Фіск організував вбивство її батька Вільяма.[127]

### Фільм
- Вілсон Фіск з'явився в телевізійному фільмі 1989 року «Суд над неймовірним Галком» у виконанні Джона Ріс-Девіса. Девіда Беннера несправедливо заарештували після того, як перервали напад на метро Нью-Йорка двома головорізами, які працювали у Вілсона. Адвокат Метт Мердок погоджується представляти Девіда, сподіваючись використати інформацію, отриману від Баннера, щоб зруйнувати організацію Фіска. Баннер і Мердок зрештою дізнаються про таємні особи один одного як Галка і Шибайголова відповідно, перш ніж зірвати плани Фіска, хоча злочинний бос втікає.
- Вілсон Фіск / Кінґпін з'являється у художньому фільмі «Шибайголова» 2003 року, якого зобразив Майкл Кларк Дункан. Коли Дункан був обраний, він важив 290 фунтів, і йому попросили набрати 40 фунтів для ролі, щоб відповідати статурі Кінґпіна. Ця версія — голова кримінального злочинного світу Нью-Йорка, замаскований під законного бізнесмена. Коли один з його соратників, Ніколас Натчіос, вирішує піти, Фіск наймає Яблочко, щоб він підставив його як Кінґпіна і вбив Натчіоса та його дочку Електру. Яблучко вбиває обох і зізнається Шибайголові, що Фіск — справжній Кінґпін. Врешті-решт, перемігши Яблучко, Шибайголова протистоїть Фіску, який спочатку отримує перевагу та розкриває Шибайголову. Однак Шибайголова використовує дощ, щоб покращити свій зір, дозволяючи йому перемогти Фіска. Перший ледь не вбиває останнього в помсту за те, що Фіск вбив батька Мердока Джека Мердока, але в кінцевому підсумку рятує йому життя. Фіск погрожує розкрити особу Шибайголова у в'язниці, але його відлякує, коли Шибайголова заперечує, що він, по суті, визнавав би поразку від сліпого. Коли поліція наближається, Фіск клянеться помститися.
- Кінґпін з'являється в анімаційному фільмі «Людина-павук: Через всесвіт», озвученому Лівом Шрайбером. Ця версія є благодійником Алхімакса і підпорядковує йому різних суперлиходіїв. Він наказує Олівії Октавіус побудувати суперколайдер для доступу до паралельних всесвітів, намагаючись відновити зв'язок з альтернативними версіями його дружини та сина, Ванесси та Річарда Фіска, обидва з яких загинули в автомобільній аварії після однієї з його останніх зустрічей з оригіналом. Людина-павук, якого він зрештою вбиває. Коли він знову намагається провести експеримент, навіть незважаючи на знищення Нью-Йорка, Кінґпіна зупиняють альтернативні версії всесвіту, повзуна на стіні, на чолі з новою Людиною-павуком. Після цього Кінґпіна та його прихильників заарештовує поліція.

### Відео ігри
- Кінґпін з'являється як останній бос у «Карателі» (1990). Однак в адаптації Game Boy Jigsaw був останнім босом.
- Кінґпін з'являється в Spider-Man: The Video Game.
- Кінґпін з'являється як останній бос у фільмі «Дивовижна людина-павук проти Кінґпіна».
- Кінґпін з'являється як останній бос у «Карателі» (1993).
- Кінґпін з'являється як останній бос у грі, пов'язаній із фільмом Daredevil для Game Boy Advance.
- Версія Кінґпіна Ultimate Marvel з’являється як бос у фільмі «Людина-павук: Битва за Нью-Йорк», озвученому Стівеном Стентоном.
- Кінґпін з'являється у фільмі «Каратель» (2005), озвучений Давидом Соболовим.
- Кінґпін з'являється як бос у Людині-павуку 3, озвучений Бобом Джоулсом. Він з'являється в побічному квесті, де він викрадає лідерів ворогуючих банд Нью-Йорка і бере на себе контроль над їхніми послідовниками в надії вбити Людину-павука і взяти під контроль всі злочини в місті. Після звільнення викрадених лідерів Кінґпін стикається з Людиною-павуком у чорному костюмі, який б'є і принижує його, перш ніж викинути у вікно. Вважаючи, що він убив Кінґпіна, нажаханий Людина-павук йде перевірити, але виявить, що бандит зник.
- Кінґпін з'являється в «Людина-павук: Мережа тіней», озвучений Греггом Бергером. У той час як Людина-павук спочатку працює над ліквідацією своїх незаконних операцій і бореться зі своїми технологічно вдосконаленими поплічниками, після того, як на Манхеттен вторгаються симбіоти, Кінґпін неохоче об’єднується з Людиною-павуком і Щ.І.Т. боротися з ними і забезпечити, щоб місто пам’ятало його як свого рятівника.
- Кінґпін з'являється в кінцівки Чун-Лі в Marvel vs. Capcom 3: Fate of Two Worlds.
- Кінґпін з'являється в Marvel Heroes, озвученому Джимом Каммінгсом.
- Кінґпін з'являється в Lego Marvel Super Heroes, озвученому Джоном Ді Маджіо. У бонусній місії він бере цивільного заручника, але йому зупиняють Капітан Америка та Людина-павук. Коли прибуває Шибайголова, Кінґпін має своїх поплічників, Електру та Яблучко, допомагати йому, перш ніж усі вони зазнають поразки.
- Кінґпін з'являється в грі Facebook Marvel: Avengers Alliance.
- Кінґпін з'являється в The Amazing Spider-Man 2, озвученому Дж. Б. Бланом. Ця версія — багатий бізнесмен, який фінансує Робочу групу Гаррі Осборна з розширеної злочинності, щоб замінити Людину-павука. Однак таємно він планує взяти під контроль Оскорп, як тільки Гаррі помре від тієї ж спадкової хвороби, яка вбила його батька, влаштовує втечу з-під варти серійного вбивці Клетуса Кесаді, щоб він міг тероризувати жителів Нью-Йорка, щоб підтримати його плани перебудови міста та змови. взяти під контроль всю організовану злочинність у Нью-Йорку. Людина-павук виявляє плани Кінґпіна, долає його в його приватному бункері та намагається завантажити його файли, щоб викрити його, але його відкликають, коли Електро атакує місто. Кінґпін використовує можливість стерти викривальні докази і приєднується до Хамелеона, видаючи себе за виконавчого директора Oscorp Дональда Менкена, щоб продовжити свої плани.
- The Кінґпін appears as a playable character in Marvel: Future Fight.[128]
- Кінґпін з'являється як ігровий персонаж у Marvel: Contest of Champions.
- У Lego Marvel Super Heroes 2 Кінґпін з'являється як бос і ігровий персонаж.
- Дві втілення Кінґпіна («Вілсон Фіск» і «Верс-павук») з'являються як окремі ігрові персонажі в мобільній грі Marvel Puzzle Quest з трьома в ряд.
- Кінґпін з'являється в серії Marvel's Spider-Man від Insomniac Games, озвученої Тревісом Віллінгемом. Подібно до його коміксів, ця версія є винятковим бойовиком і кримінальним натхненником, який видавав себе за респектабельного бізнесмена, філантропа та власника Fisk Industries, щоб приховати свою справжню природу як рушійну силу більшості організованої злочинності в Нью-Йорку. У безперервності ігор Людина-павук існує вже вісім років, і мається на увазі, що Вілсон Фіск був Кінґпіном ще довше. Протягом цього часу Фіск був найвидатнішим противником Людини-павука, і йому вдалося відбити всі серйозні звинувачення, пов’язані з його злочинами, оскільки поліція так і не змогла зібрати достатньо обвинувачувальних доказів.
  - На початку гри Marvel's Spider-Man 2018 року поліція нарешті отримала достатньо доказів, необхідних для арешту Фіска та рейду на вежу Фіска за допомогою Людини-павука. Людина-павук нейтралізує приватну армію Фіска, а також кількох офіцерів з його зарплати і перемагає Кінґпіна в бою, що призвело до його ув’язнення у в’язниці суворого режиму — «Пліт». Однак Фіск правильно прогнозує, що його арешт призведе до різкого зростання рівня злочинності, оскільки нові кримінальні фігури, такі як Містер Негатив і Молот, намагаються заповнити вакуум влади, і Людина-павук навіть визнає це пізніше. Незважаючи на ув’язнення, Фіск продовжує підтримувати низку фронтів по всьому місту, що дозволяє йому продовжувати фінансувати свою злочинну імперію, хоча Людина-павук допомагає поліції знайти та розібрати їх, а також не даючи людям, що залишилися Фіска, вирвати його з-під варти. Розлючений, Фіск клянеться прибити Людину-павука назавжди, як тільки той вийде.
  - У наступному фільмі «Людина-павук: Майлз Моралес» у 2020 році, побічна місія обертається навколо нового Людини-павука, який протистоять Кінґпіну після того, як виявив, що останній завербував банду своїх колишніх однодумців, щоб посіяти хаос у Гарлемі та вигнати місцевий бізнес. він може купити їхню землю та відновити свою імперію, як тільки вийде з в’язниці. Після того, як Людина-павук перешкоджає нападу на місцеву групу, Фіск отримує додаткові роки ув’язнення і перебуває під більш жорстким наглядом керівництва в’язниці.

### Театр
У бродвейському мюзиклі «Людина-павук: Вимкни темряву» Вілсон Фіск грабує банк за допомогою Молота, перш ніж йому перешкоджає Людина-павук.

### Настільні ігри
- Кінґпін був представлений у грі Heroclix Collectible Miniatures Game.
- Кінґпін було анонсовано для гри мініатюр Marvel Crisis Protocol.[129]